# Osvobodilna fronta
Osvobodilna fronta slovenskega naroda (znana tudi le kot Osvobodilna fronta; kratica: OF SN oz. OF) je bila slovenska politična organizacija, ki je nastala kot posledica okupacije Slovenskega ozemlja v drugi svetovni vojni. Pod tem imenom je delovala med letoma 1941 in 1953. Njen namen je bil organizacija oboroženega odpora proti okupatorju do končne osvoboditve Slovenije, že med vojno pa je tudi izvajala gverilsko delovanje z namenom prevzema oblasti.

## Ustanovitev in sestava
V noči s 26. na 27. april 1941 so se v vili književnika Josipa Vidmarja (lastnik vile je bil književnikov oče Josip Vidmar st.) v Rožni dolini sestale skupine, ki so že pred okupacijo sodelovale v Društvu prijateljev Sovjetske zveze. KPS so predstavljali Boris Kidrič, Aleš Bebler in Boris Ziherl, krščanske socialiste Tone Fajfar, sokole Josip Rus, kulturne delavce pa Josip Vidmar, Franc Šturm in Ferdo Kozak. Ta sestanek je sklicala KPS, udeležence pa so o njem obvestili tik pred zdajci.
Kaj so na sestanku govorili, ni povsem jasno, saj dokumenti s tega sestanka ne obstajajo, izjave posameznih udeležencev pa si nasprotujejo (nekateri pravijo, da so se dogovorili o pripravah na oborožen odpor proti imperializmu, nekateri pa trdijo, da se o tem niso pogovarjali). V spomin na ta dogodek je 27. aprila praznik dan upora proti okupatorju (prej dan OF). V natančnejših zapisih se kasneje pojavlja tudi ime Osvobodilna fronta slovenskega naroda (kratica OF SN).
Vsega skupaj je OF sestavljalo več kot 15 skupin, med drugim:
- Komunistična partija Slovenije (KPS, ustanovna skupina)
- Krščanski socialisti (ustanovna skupina)
- Narodni demokrati - Sokoli (ustanovna skupina)
- Kulturniška skupina (ustanovna skupina)
- Društvo kmečkih fantov in deklet
- Stara pravda (kasneje izključena)
- "Ministrska skupina" (ministri starojugoslovanske vlade)
- "Čoševa skupina" (študenti ljubljanske univerze)
- Zveza inženirjev
- Zveza slovenske mladine
- Jugoslovanska ženska zveza (kasneje izključena),
- Antifašistična fronta žensk Slovenije (AFŽ, pridružena po vojni),
- Ljudska mladina Slovenije (LMS, pridružena po vojni),
- Enotni sindikati (ES, pridruženi po vojni).

Krščanski socialisti so znotraj OF tvorili dve skupini. Katoliško delavsko sindikalno skupino je predstavljal Tone Fajfar, izobražensko Edvard Kocbek, ki se je v delo OF vključil avgusta 1941 in pri ustanovitvi ni sodeloval. Obe skupini sta delovali na osnovi idej krščanskega socializma dr. Janeza Evangelista Kreka. Ker so intelektualci želeli ohraniti samostojnost znotraj OF, so kmalu prišli v spor s komunisti.
Člani "demokratičnega" krila Sokola niso bili strankarsko organizirani. Za cilj so si postavili socialno in harmonično ureditev družbe. V skladu z geslom »Zdrav duh v zdravem telesu« so želeli doseči uravnoteženost človekove duševne in telesne dejavnosti. Postopoma je večina njihovih članov vstopila v KP.
Kulturniki so bili nepovezani, deloma liberalno, deloma levo usmerjeni.
Poleg tega je bilo v OF tudi več poluradnih skupin, ki so predstavljale organizacije in združenja in so OF pomagale znotraj okvira svojega siceršnjega delovanja (prevozniki). Vstopanje novih skupin v OF je bilo prepovedano septembra 1944.
Pozneje so se v OF vključile številne politično različno usmerjene skupine. Vse je združevala želja po svobodi, ki pa bi jo njihovem mnenju lahko dosegli le z oboroženim uporom proti okupatorju.
Zaradi prevlade komunistov, ki so ves čas delovali po usmeritvah KPJ in Kominterne, je nastalo tudi prvotno poimenovanje. Kominterna je menila, da so za začetek druge svetovne vojne odgovorne tako fašistične kot zahodne države, zato so se komunisti dolžni boriti proti obojim.
Po ustanovnem sestanku OF so se začele priprave na oboroženo vstajo. Do nje je prišlo 22. 7. istega leta (nekdaj praznik Dan vstaje slovenskega naroda). V nasprotju s preostalo Jugoslavijo, kjer je priprave na vstajo vodila KPJ, so v Sloveniji potekale pod skupnim vodstvom Osvobodilne Fronte, ki je v ta namen ustanovila glavno poveljstvo slovenskih partizanskih čet.
Septembra 1941 je postal vrhovni plenum OF hkrati tudi Slovenski narodnoosvobodilni odbor (SNOO). Tako je vrhovni plenum OF postal hkrati politično in oblastno telo. S sklepom vodstva OF, da je postal »edini pooblaščen«, da na slovenskem organizira in vodi oborožen upor, je vodstvo prepovedalo nastanek oboroženih enot zunaj OF, čeprav bi nastale zaradi boja proti okupatorju.
Ta sklep je že kazal na nedemokratične in monopolne usmeritve znotraj OF, kar se je pokazalo tudi v nadaljnjem razvoju.
Osvobodilna fronta je kmalu postala odlično organizirana. Ker so vanjo vstopile še številne manjše skupine, ki so bile različne politične usmeritve, je OF dobila koalicijski značaj. Na terenu je nastala mreža odborov, v katere so se ljudje množično vključevali.
Organi OF so bili:
- Vrhovni plenum OF, ki so ga sestavljali predstavniki vseh skupin, vključenih v OF
  - sredi septembra 1941 je nastal tudi Slovenski narodnoosvobodilni odbor (SNOO). Pod obema imenoma je deloval do konca oktobra 1943.
  - Takrat so na zasedanju v Kočevju izvolili 120-članski Plenum OF / SNOO, ki se je razglasil za edini organ, ki lahko vodi Slovence v narodnoosvobodilnem boju.
  - Na zasedanju v Črnomlju februarja 1944 se je SNOO preimenoval v Slovenski narodnoosvobodilni svet (SNOS).
- Izvršni odbor OF - kot izvršilni organ OF so ga sestavljali le predstavniki vseh štirih ustanovnih skupin.
- Sekretariat OF - sestavljali so ga predstavniki KPS, krščanskih socialistov in Sokolov (3 ljudje / člani).

Poleg naštetih je nastala mreža odborov, ki se je z vrha piramidasto širila. Nastali so:
- pokrajinski odbori za Štajersko, Primorsko, Gorenjsko, Koroško
- okrožni odbori
- okrajni, v mestih pa mestni odbori
- terenski odbori

## Program
Program OF se je med vojno oblikoval postopoma. 22. junija 1941, po napadu Nemčije na Sovjetsko Zvezo, je OF objavila sedem Gesel Osvobodilne fronte:
- Pravica slovenskega naroda do samoodločbe, vključno s pravico do odcepitve in združitve z drugimi narodi.
- Osvoboditev in združitev razkosanega slovenskega naroda, vključno s koroškimi in primorskimi Slovenci.
- Sloga in enotnost zasužnjenih narodov Jugoslavije in vsega Balkana v njihovem boju za osvoboditev.
- SZ je vodilna sila in glavna opora v osvobodilnem boju slovenskega naroda in vseh zatiranih narodov, je vzor enakopravnega sožitja med narodi.
- Osvoboditev je možna samo na ruševinah imperializma.
- Brez boja proti lastni izdajalski kapitalistični gospodi se zatirani narod ne more osvoboditi.
- Bratstvo in mir med narodi morata biti rezultat protiimperialističnega boja, ki bo porušil imperializem.

Zlasti zadnja tri izrazito revolucionarna gesla kažejo, da so slovenski komunisti kot vodilna skupina v OF takrat pričakovali hitro zmago Rdeče armade, ki bi jim omogočila izvedbo socialistične revolucije v Sloveniji. Ta tri gesla so bila tudi vzrok za veliko nezaupanje starih meščanskih strank do OF.
Postopoma pa se je pričakovanje hitrega konca vojne razblinilo. Vrhovni plenum OF je sprejel odlok o vključitvi slovenskih čet v narodnoosvobodilne partizanske oddelke Jugoslavije. 1. novembra je na svojem 4. zasedanju predstavil in sprejel sedem Temeljnih točk Osvobodilne fronte:
- Proti okupatorju je treba vršiti neizprosno oboroženo akcijo.
- Ta akcija predstavlja izhodišče za osvoboditev in združitev vseh Slovencev.
- Stoječ na stališču naravne in usodne skupnosti jugoslovanskih narodov Osvobodilna fronta ne priznava razkosanje Jugoslavije in deluje z vsemi silami za slogo in enotnost njenih narodov. Hkrati stremi k povezanosti slovanskih narodov pod vodstvom velikega ruskega naroda na temelju pravice slehernega naroda do samoodločbe.
- Z osvobodilno akcijo in aktivizacijo slovenskih množic OF preoblikuje slovenski narodni značaj. Slovenske ljudske množice, ki se borijo za svoje narodne in človeške pravice, ustvarjajo nov lik aktivnega slovenstva.
- Vse skupine, ki sodelujejo v OF, so se obvezale, da bodo lojalne v medsebojnih odnosih.
- Po narodni osvoboditvi prevzame na slovenskem ozemlju oblast Osvobodilna fronta slovenskega naroda kot celota.
- Po narodni osvoboditvi uvede Osvobodilna fronta dosledno ljudsko demokracijo. Vsa vprašanja, ki presegajo okvir narodne osvoboditve, se bodo reševala na dosleden ljudski demokratičen način.

Pod vplivom atlantske listine je 21. decembra 1941 seznamu dodal še dve točki:
- V skladu s slovesnimi izjavami Churchilla, Roosevelta in Stalina bo po svoji narodni osvoboditvi o notranji ureditvi Združene Slovenije in o svojih zunanjih odnosih odločal slovenski narod sam. OF bo to elementarno pravico slovenskega naroda uveljavila in branila z vsemi sredstvi.
- Narodna vojska na slovenskem ozemlju raste in Slovenskih narodno-osvobodilnih partizanskih čet in Narodne zaščite, kamor se pozivajo vsi zavedni Slovenci.

Cilje so ves čas vojne točneje opredeljevali. Ker so se v OF postopoma vključile politično raznolike skupine, kot so bile skupina Samostojne kmečke stranke - liberalne politične stranke, katero skupino so imenovali tudi ministrska (po nekaj nekdanjih ministrih), Zveza kmečkih fantov in deklet, Stara pravda, del oficirske organizacije z Avšičem ..., kar je precej okrepilo koalicijskih značaj OF. Zato so se o posameznih točkah pogajali, kljub temu pa so ostale nekatere sporne. Zlasti sta bili sporni vodilna vloga KPS in stališče do Jugoslavije.
Ker so unitarni liberalci in skupina Stare pravde zagovarjali obnovitev Jugoslavije v predvojni obliki, so po sporu z drugimi skupinami izstopili iz OF. Zato so preostale skupine, združene v OF, sprejele točko o notranji ureditvi Zedinjene Slovenije in njenih zunanjih odnosih.
Glede na zapisano je tako nastal pomemben političen program, ki govori o boju proti okupatorju, združitvi Slovencev, obnovi Jugoslavije, demokratičnih političnih namerah OF (5.,6.,7. točka), v 8. pa govori o Zedinjeni Sloveniji in pravici Slovencev do samoodločbe.
Najmočnejša skupina v OF, Komunistična partija Slovenije, je ta demokratična načela razlagala po svoje. Že iz predvojnega časa nastali program KPJ kaže, da je boj proti okupatorju povezovala z revolucionarnim prevzemom oblasti.
Člani KPS so postopoma prevzemali vodilne položaje znotraj OF ter tako postopoma onemogočili, da bi Osvobodilna fronta ostala organizacija, ki bi politično različno misleče združila v osvobodilnem boju.
Sredi avgusta so komunisti brez vednosti drugih skupin ustanovili varnostno obveščevalno službo (VOS). Ta je odkrivala in kaznovala posameznike, ki so sodelovali z okupatorji. Ljudi, ki so sodelovali z okupatorji, jim pomagali iskati pripadnike OF ali pa so izdajali položaje partizanskih enot, so imenovali narodni izdajalci. S septembrskim odlokom o zaščiti slovenskega naroda so pojem narodnega izdajalca tudi opredelili.
Pripadniki VOS so takšne ljudi kaznovali, mnoge med njimi pa tudi usmrtili. Prva takšna akcija je bila izvedena 4. decembra 1941, ko so izvedli atentat na Fanouša Emerja, ker je rekrutiral bivše jugoslovanske oficirje in člane Katoliške akcije v skupine, ki so se nasprotovale Osvobodilni fronti. Naslednja žrtev je bil industrijalec Avgust Praprotnik, ubit februarja 1942, ker je izdal partizane, ki so jih fašisti potem ubili. Sledil je uboj Lamberta Ehrlicha, slovenskega teologa in politika, zaradi pisma fašističnim oblastem, v katerem je predlagal, da Italijani oborožijo Slovence za boj proti partizanom. Druge žrtve so bili policijski obveščevalec Fortunat Majdič (avgust 1942) in policijski oficir Kazimir Kukovič, ter oktobra 1942 Marko Natlačen, vodja SLS, avtor pisma hvaležnosti Mussoliniju od 3. maja 1941, čigar stranka je takrat kot del Legije smrti in Vaških straž sodelovala z italijansko vojsko v borbi proti partizanom. Ker so Italijani odgovorili s streljanjem talcev (največ, 24, za Natlačena), je VOS prekinil z usmrtitvami v Ljubljani. Na podeželju pa so nadaljevali z likividacijami oseb, obtoženih izdaje, na kar so sodelavci okupatorja odgovorili z likvidacijo članov Osvobodilne fronte ali pa z izdajo Italijanom. Komunisti so to izkoristili za obračun z nasprotniki komunizma. Ker so tako usmrtili več ljudi, ki so bili le ostri nasprotniki komunizma, niso pa sodelovali z okupatorjem, so usmrtitve osvobodilnem gibanju povzročile veliko škode, politično pa okrepile meščansko stran, saj so jo s tem pravzaprav tudi prisilile k združevanju in aktivnejšemu ukrepanju.
Program je bil dopolnjen še na 1. kongresu OF julija 1945 v Ljubljani.

## Hierarhija in organi
Že kmalu po nastanku je bila določena natančna hierarhija OF, ki je v mnogočem posnemala predvojno partijsko hierarhijo.
Na dnu so bili razni lokalni odbori, posejani po vsem ozemlju, na katerem je OF delovala. Sekretariat in Izvršilni odbor so sestavljali predstavniki posameznih sodelujočih skupin. Najvišji organ OF je bil Vrhovni plenum, imenovan tudi Slovenski narodnoosvobodilni odbor (SNOO), februarja 1944 pa preimenovan v Slovenski narodnoosvobodilni svet (SNOS).

### Lokalni odbori OF
OF je postopoma po vsem slovenskem ozemlju razširila mrežo odborov, ki so na terenu predstavljali OF. Ti so se delili na pokrajinske (za Štajersko, Gorenjsko, Primorsko in Koroško - kratica PNOO oz. PO OF), okrožne (kratica OO OF), okrajne ali rajonske (kratica OkO) in terenske ali krajevne odbore. Obstajali so tudi matični odbori, ki so predstavljali poklice ali ustanove.
Posamezne odbore je sestavljalo po 3 do 15 predstavnikov. Vodili so jih sekretarji, ki so bili pogosto tudi sekretarji lokalnega komiteja KPS. Posamezniki, ki so pri OF sodelovali, pa so se imenovali aktivisti OF.
Do jeseni 1944 so posamezne odbore z izjemo krajevnih in matičnih volili predstavniki višjih odborov, nato pa so, če je bilo mogoče, na zborih aktivisti OF izvolili okrožne in okrajne plenume, ti pa nato svoja tajništva.

### Izvršni odbor OF
Izvršni odbor OF (kratica IO OF) je bil ustanovljen 28. julija 1941 kot delovni odbor s petimi člani (Kidrič, Kardelj, Fajfar, Rus, Vidmar) izmed ustanovnih skupin OF. Avgusta se je odbor razširil za dva člana (Kocbek, Lubej) in dobil dokončno ime. 1. oktobra je bil vanj sprejet še Leskošek, 12. decembra pa sta bila Rus in Kocbek poslana v IO AVNOJa. 12. januarja 1943 je v svojo sestavo sprejel še Marijana Breclja in Zorana Poliča.
Do aprila 1943 je imel tudi sekretariat treh članov (predsednik Rus, Kidrič in Fajfar). Pri IO je delovalo več komisij (nadzorna, upravna, osrednja gospodarska komisija, komisija za agitacijo in propagando,...).
Zbor odposlancev slovenskega naroda leta 1943 je delo IO OF potrdil in ga izvolil v dotedanji sestavi. Na prvem zasedanju SNOS v Črnomlju je bil vanj izvoljen še France Bevk in od takrat je IO OF nastopal tudi kot Predsedstvo SNOS. 23. septembra 1944 je bil razširjen še s člani nekdanjega Vrhovnega plenuma in uveljavljenimi aktivisti OF, tako da se je število njegovih članov povzpelo na 27.
Na omenjeni seji septembra 1944 je bil IO ločen od državnih oblasti in postal zgolj politični organ, ki je bil razširjen z novimi člani iz konstitutivnih skupin na skupaj 27 članov. Tudi po osvoboditvi je kljub prizadevanjem KPS ostal organ z raznoliko politično strukturo. Predsedstvo IO OF je bilo sestavljeno takole: Josip Vidmar kot predsednik in podpredsedniki: Edvard Kardelj, Edvard Kocbek, Josip Rus ter Boris Kidrič kot sekretar, njegov namestnik pa je bil Marijan Brecelj.
Na prvem kongresu OF julija 1945 je postal izvršilni organ GO OF s predsednikom Josipom Vidmarjem. Njegova naloga je postala usmerjanje članstva h graditvi ljudske oblasti in v notranjih vrstah obračunavanje z ostanki strankarstva.
Na drugem kongresu OF aprila 1948 je bilo izvoljeno novo predsedstvo. Po novem je IO imel 36 članov. V letih po sporu KPJ z Informbirojem je prvo soglasno podpiral ter se doma ukvarjal z uvajanjem samoupravljanja.
Na tretjem kongresu OF leta 1951 so bila sprejeta nova pravila OF. Število članstva se tam ni bistveno spremenilo, članstvo celotnega GO pa se je povečalo na 250. Tega leta je sledil spor z Edvardom Kocbekom in njegov odstop leta 1952. Ko se je OF aprila 1953 preoblikovala v Socialistično zvezo delavnega ljudstva, je prenehal obstajati tudi IO.

### Vrhovni plenum OF
Vrhovni plenum OF je bil od začetkov OF junija 1941 do oktobra 1943 najvišji organ OF. Sestavljali so ga predstavniki vseh v OF sodelujočih skupin. Do italijanske kapitulacije septembra 1943 je deloval v Ljubljani, nato pa na osvobojenem ozemlju.
Na prvem zasedanju 15. junija 1941 je sprejel gesla OF in na drugem 28. julija izvolil Izvršni odbor (IO) OF. Na tretjem zasedanju 15. septembra si je nadel še ime Slovenski narodnoosvobodilni odbor (kratica SNOO), ki je predstavljal zakonodajno telo OF.
Na tem sestanku je sprejel nekatere temeljne odloke: razglasil je, da edini predstavlja, zastopa, organizira in vodi slovenski narod, prepovedal podobno organiziranje zunaj OF, se povezal s podobnimi partizanskimi organi po Jugoslaviji, sprejel odlok o začiti slovenskega naroda in njegovem osvobodilnem gibanju ter uvedel narodni davek in posojilo svobode.
Na četrtem zasedanju 1. novembra 1941 je sprejel prvih sedem temeljnih točk OF. Na petem zasedanju 6. novembra 1942 je po italijanski ofenzivi sprejel sklepe o okrepitvi enotnosti OF.
Po italijanski kapitulaciji so člani Vrhovnega plenuma odšli na osvobojeno ozemlje in imeli nekaj zasedanj v gradu Soteska ter v Bazi 20. 16. septembra 1943 so tam sprejeli sklep o priključitvi slovenskega Primorja Zedinjeni Sloveniji ter pripravljali Zbor odposlancev slovenskega naroda. Sklep o priljučitvi Primorske je 3. oktobra v Kočevju potrdil Zbor odposlancev slovenskega naroda.
Ta je 3. oktobra 1943 v Kočevju izvolil nov 120-članski Plenum OF oz. Slovenski narodnoosvobodilni odbor, v katerem so bili tudi člani dotedanjega Vrhovnega Plenuma; ta je s tem prenehal obstajati, njegovi člani pa so bili septembra 1944 vključeni v razširjeni IO OF.
Kot Slovenski narodnoosvobodilni odbor je prenehal obstajati 19. februarja 1944 z nastankom SNOS.

### Slovenski narodnoosvobodilni svet
Slovenski narodnoosvobodilni svet (kratica SNOS) je bil med februarjem 1944 in oktobrom 1946 vrhovni predstavniški in zakonodajni organ slovenskega NOG in kasneje LRS. Njegov predhodnik je bil SNOO, ki se je na prvem zasedanju 19. februarja 1944 v Črnomlju preimenoval v SNOS. Na začetku je imel 120 članov.
Na prvem zasedanju je, ker je bila večina članov iz Ljubljane, Notranjske in Dolenjske, izvolil novih 20 predstavnikov iz Primorske, 21 iz Štajerske in 19 iz Koroške ter Gorenjske. V vojnem času to povečanje nikoli ni bilo izpeljano.
Njegovi sestavni deli so bili zakonodajni odbor, komisija za ugotavljanje zločinov okupatorja in njegovih pomagačev za Slovenijo in verska komisija, druge komisije pa so bile pri njegovem predsedstvu, ki je bilo do razglasitve Narodne vlade Slovenije v Ajdovščini 5. maja 1945 tudi izvršilni organ NOG in LRS.
Drugo zasedanje SNOS je bilo v Ljubljani 9. in 10. septembra 1946. Z izvolitvijo ustavodajne skupščine LRS 27. oktobra 1946 je SNOS prenehal obstajati.

## Medvojno politično delovanje
Že kmalu po ustanovitvi je OF postala močan politični faktor in do konca leta 1941 delovala v večini ozemlja današnje Kranjske in Primorske. Na Štajerskem so imeli določene brigade kot je bila na primer celjska četa, pohorska četa ter brežiška četa a niso bili v večini, to je pripadalo četnikom. Po propadu Pohorskega bataljona 11.septembra 1942 so partizani dokončno izgubili vpliv nad Štajersko. Na Prekmurju nikoli niso resno zaživeli.
Najmočnejši vpliv je OF imela v kraju nastanka Ljubljani. Tam se je njena VOS lotila odstranjevanja svojih ideoloških nasprotnikov (do konca leta 1941 je večinoma v Ljubljani pa tudi drugod po Sloveniji ubila 17 Slovencev). Ti umori so se končali po streljanju talcev zaradi usmrtitve dr. Marka Natlačena. Poleg tega je z raznimi akcijami (grafiti, trosenje letakov) ter z demonstracijami redno dokazovala svojo prisotnost in pozivala na boj.
Ko je OF imela dovolj vpliva in podpore, se je začela razglašati za utelešenje ljudske oblasti, nasprotne okupatorski. Konec leta 1941 in v začetku leta 1942 je razglasila slovensko partizansko vojsko za edino obliko boja proti okupatorju in posebej prepovedala ostale oblike.
KPS je imela ves čas delovanja OF vodilno vlogo, kar sta ji preostali ustanovni članici (krščanski socialisti in Sokoli) 28. februarja 1943 potrdili z Dolomitsko izjavo, ki je določala enotnost OF. Izjavo je konec aprila 1943 na Žibnu na Kočevskem potrdil 1. zbor aktivistov OF Dolenjske in Notranjske. Čeprav to v izjavi ni bilo zahtevano, je kmalu sledil razpad omenjenih skupin.
OF je poveljevala celotnemu osvobodilnemu gibanju na Slovenskem; poleg redne partizanske vojske je vodila še posebne službe znotraj nje (varnostne službe) in tehnične organizacije, pomembne za njeno delovanje (tisk, saniteta, delavnice, ilegalni radio).
Svoje aktiviste in prebivalce je OF privabljala z raznimi sestanki in mitingi, med slednjimi sta bila dva najbomembnejša v Žibnu in v Črnomlju.
Za delovanje OF so bila pomembna njena sredstva za javno obveščanje. Svoja glasila so imele posamezna ustanovne skupine, pokrajinski odbori in nekateri okrožni odbori OF ter množične organizacije znotraj nje. OF je imela tudi svoj radijski oddajnik, ki je med letoma 1941 in 1942 kot Radio Kričač oddajal v Ljubljani, med letoma 1944 in 1945 pa kot Radio OF v Črnomlju. OF je bila kot narodna organizacija posebnost v jugoslovanskem odporniškem gibanju, zaradi česer so jo nekateri njegovi voditelji gledali z nezaupanjem. Prevladujoče mnenje pa je, da bi se brez OF zaradi posebnega zemljepisnega položaja in razkosanosti Slovenije partizansko gibanje tu težko uveljavilo.

### Ljubljana
V prvih mesecih vojne je bila Ljubljana središče narodnoosvobodilnega gibanja. Tu je do maja 1942 delovalo Glavno poveljstvo slovenskih partizanskih čet. Večina voditeljev gibanja, s tem pa tudi vodstva političnih organizacij, je bila v Ljubljani.
Ljubljana je bila propagandno in obveščevalno središče, saj so v njej delovale številne skrivne tiskarne in ciklostilne tehnike, ki so tiskale in razmnoževale časopise ter drugo gradivo, delovale so skrite delavnice in skladišča. S pomočjo mobilizacijske komisije so skrbeli za odhod v partizane, z odbori Ljudske pomoči (kasneje Slovenske narodne pomoči) pa so skušali pomagati družinam internirancev, ilegalcem, žrtvam okupatorja.
Z željo, da bi zatrli odpor, so Italijani februarja 1942 obdali Ljubljano z bodečo žico in bunkerji, prehode pa strogo kontrolirali.
Od septembra 1941 naprej je v Ljubljani deloval radio OF Kričač. Da bi preprečili njegovo delovanje, so Italijani v aprilu 1942 ukazali odvzem radijskih aparatov.
OF je ob pomembnih zgodovinskih datumih v Ljubljani organizirala posebne manifestacije. Takrat so se ljudje ob točno določeni uri (med 7. in 8. uro zvečer) umaknili v domove. Ker je tiha in prazna Ljubljana delovala zastrašujoče, so Italijani 8. februarja 1942 premaknili svojo policijsko uro na zgodnejši čas.
Zaradi množičnih akcij, ki jih je OF izvajala, podpirala pa jih je večina prebivalstva, je OF postala Ljubljani prava »država v državi«.
| Prisotnost Slovencev na zahodu rapalske meje | Prisotnost Slovencev na zahodu rapalske meje | Prisotnost Slovencev na zahodu rapalske meje | Prisotnost Slovencev na zahodu rapalske meje | Prisotnost Slovencev na zahodu rapalske meje |
| --- | -------------------------------------------- | -------------------------------------------- | -------------------------------------------- | -------------------------------------------- |
| |                                              |                                              |                                              |                                              |
| Po prvi svetovni vojni je bilo, na podlagi rapalske pogodbe (1920), dodeljeno Kraljevini Italiji vse etnično mešano območje (Kanalska dolina, Beneška Slovenija, Spodnje Posočje z Gorico, Tržaška in severna Istra), kjer je poleg Italijanov prebivalo približno 155.000 Slovencev, in poleg tega še pretežno s Slovenci naseljen ostali del Primorske (Bovec, Kobarid, Tolmin, Srednje Posočje z Idrijo, slovenski Kras s Postojno in Ilirsko Bistrico vred), kjer je prebivalo približno 185.000 prebivalcev. |                                              |                                              |                                              |                                              |

### Primorska
Kraljevina Italija je že pred drugo svetovno vojno vodila politiko poitalijančevanja Slovencev, ki so živeli zahodno od rapalske meje. Slovenščina je bila na vse načine izpodrinjena iz javnega življenja, prepovedana v vseh šolah in javnih ustanovah, slovenska osebna imena in priimki so bili na silo spremenjeni v italijansko obliko. Mnogi mladi Primorci so bili med drugo svetovno vojno mobilizirani v posebne batljone italijanske vojske. Skupine italijanskih nacionalistov in fašistov so nenehno razgrajale primorskih in istrskih mestih, da bi ustrahovale Slovence; fašistični zločinci so jih nekaznovano preganjali in  ter uničevali njihovo imetje.
Fašizem je pri Slovencih izzval splošen odpor, od spontanega kot tudi do organiziranega. Leta 1927 so mladi slovenski rodoljubi, skupaj s hrvaškimi, ustanovili revolucionarno ilegalno organizacijo TIGR, ki je izvedla razne atentate in sabotaže. Kmalu po napadu sil osi je bil, decembra 1942, v Trstu ustanovljen Okrožni odbor OF za Trst.
Kmalu po kapitulaciji Italije je Vrhovni plenum OF, 16. septembra 1943, proglasil priključitev Slovenskega Primorja svobodni in združeni Sloveniji v svobodni in demokratični Jugoslaviji. Ta sklep je 3. oktobra v Kočevju potrdil Zbor odposlancev slovenskega naroda. Tako je v takratnih razmerah slovensko Primorje postalo del slovenskega državnega ozemlja..

## Razvoj ljudske oblasti in postopni prevzem komunistične oblasti
Posebnost slovenskega narodnoosvobodilnega gibanja je bila gradnja ljudske oblasti. Medtem ko si je večina udeležencev osvobodilnega gibanja želela osvoboditve in spremenjene, boljše, demokratične odnose v novi državi, si je KPS prizadevala obdržati nadzor nad gibanjem in pripraviti izhodišče za revolucionaren prevzem oblasti.
Slovenski komunisti so skupaj z nekaj levo usmerjenimi političnimi skupinami 26. aprila 1941 v Vidmarjevi vili v Rožni dolini v Ljubljani ustanovili Protiimperialistično fronto slovenskega naroda. Komunisti so si ves čas prizadevali, da bi prevzemali ključne položaje v sistemu oblasti, res pa je, da so pazili, da so bili v organih OF tudi predstavniki vseh drugih skupin, vključenih v OF.
Septembra 1941 je postal Vrhovni plenum OF hkrati tudi Slovenski narodnoosvobodilni odbor. Tako je Vrhovni plenum OF postal hkrati politično in oblastno telo, sestavljali pa so ga predstavniki vseh skupin, ki so bile vključene v OF. Osvobodilna fronta je kmalu postala odlično organizirana. Ker so vanjo vstopile še številne manjše skupine, ki so bile različne politične usmeritve, je dobila OF koalicijski značaj.
Na terenu je nastajala mreža odborov, v katere so se ljudje množično vključevali. Sprva so na terenu politične in oblastne funkcije izvajali odbori OF. Z nastankom osvobojenega ozemlja so upravljanje prevzeli Narodnoosvobodilni odbori, zato se je ločila oblastna funkcija od politične. NOO, ki so delovali na osvobojenih ozemljih, so skušali omogočiti čim bolj normalno življenje civilnega prebivalstva in oskrbo vojske.
Do 1. marca 1943 je OF delovala kot organizacija številnih različnih, a enakopravnih skupin. Z dolomitsko izjavo in njeno potrditvijo na zboru aktivistov na Pugledu pa je bila koalicijska narava OF dokončno odpravljena, kar je omogočilo uvedbo enopartijskega sistema.
Oktobra 1943 so Slovenski narodnoosvobodilni odbor, ki je bil 1. 1941 sestavljen iz predstavnikov vseh skupin, vključenih v OF, zamenjali člani, izvoljeni na Zboru odposlancev slovenskega naroda v Kočevju. Sto dvajset članski odbor je postal vrhovni predstavniški in zakonodajni organ slovenskega naroda v osvobodilnem boju.
Na svojem prvem zasedanju, ki je bilo 19. februarja 1944 v Črnomlju, se je preimenoval v Slovenski narodnoosvobodilni svet (SNOS). V njem se je ves čas obstoja kazala dvojnost oblasti, upravne in politične, saj je bilo predsedstvo hkrati tudi izvršilni odbor OF.
Izvršno telo je bilo predsedstvo SNOSa, izdajalo je odloke, ki so jih pripravljali odseki (ministrstva SNOSa). Teh je bilo v začetku osem (za izgradnjo narodne oblasti, za notranje zadeve, za prosveto itn.), pozneje pa kar sedemnajst. Od takrat naprej je SNOS kot slovenski parlament deloval vse do njegove razpustitve septembra 1945. Ta parlament je ob slovenskem vstopu v Jugoslavijo ohranil pravico do izstopa in združitve z drugimi narodi. Na tej osnovi so Slovenci lahko pravno utemeljevali samostojnost oziroma razdruževanje in ne odcepitev, kot so ga hoteli prikazati Srbi.
V Ajdovščini je bila 5. maja 1945 ustanovljena Narodna vlada Slovenije, njen predsednik pa je postal sekretar IO OF in (de facto tudi) Centralnega komiteja KPS, Boris Kidrič.

## Odnos do jugoslovanskega osvobodilnega gibanja
V začetku je bila samostojnost slovenskega narodnoosvobodilnega gibanja velika. Jeseni 1941 se je vodstvo OF odločilo, da se slovenske čete vključijo v narodnoosvobodilne partizanske oddelke v Jugoslaviji. Občasno so slovenski partizani sodelovali s hrvaškimi, v glavnem pa opravljali samostojne vojaške akcije.
Že od konca leta 1942 so z jugoslovanskim vodstvom narodnoosvobodilnega gibanja nastajali občasni politični konflikti in želja po centralizaciji. Jugoslovansko vodstvo ni razumelo, da je bila v Sloveniji nekoliko drugačna politična situacija kot v preostali Jugoslaviji. OF je še bila koalicijska in kot taka je vodila osvobodilni boj, drugod v Jugoslaviji pa je leta potekal izključno pod vodstvom KPJ.
Odnosi med vodstvom jugoslovanskega narodnoosvobodilnega gibanja in slovenskega narodnoosvobodilnega gibanja so potekali po partijski, vojaški in institucionalni liniji.
Partijska povezava je bila najpomembnejša. Za sodelovanje z jugoslovanskim vodstvom je skrbel Edvard Kardelj, ki je bil dalj časa v jugoslovanskem najožjem vrhu. Skrbeti je moral, da so se skupni cilji pravilno uresničevali, kar je pomenilo, da bosta tudi v Sloveniji osvoboditev in obnova potekali na demokratični podlagi, kar so si komunisti razlagali kot izvedbo revolucije.
Institucionalna povezava se je začela z nastankom skupnih političnih in oblastnih organov, zlasti z nastankom Avnoja. Od Avnoja naprej je organizacijska in druga individualnost nacionalnih narodnoosvobodilnih gibanj začela slabeti. Od druge polovice leta 1944, ko je pospešeno potekal proces ustanavljanja organov jugoslovanske državne oblasti, so se vedno bolj uveljavljale jugoslovanske usmeritve v razvoju ljudske oblasti, nastajala je enotna zakonodaja, zaradi revolucionarnih ciljev se je krepila centralizacija.
Proti koncu vojne je centralizacija postala načrtovan proces, ki je sprva potekal bolj na vojaškem področju. 1. marca 1945 so slovenske korpuse vključili v 4. armado JA. Slovenska vojska je bila tako formalno ukinjena, dejansko pa nekoliko pozneje. Čeprav so slovenski politiki delovali v organih nastajajoče države, procesa centralizacije niso uspeli zavreti. Slovenskim komunistom je to koristilo pri izvedbi revolucije, čeprav so se bali, da bi uvedba centralizacije obnovila srbsko hegemonijo v državi. Ker so ocenjevali, da bo tako le kratek čas, da bo tako le v prehodnem obdobju, so to sprejeli kot nujnost, vendar se je centraliziranost ohranila daleč v povojni čas.
Ves čas je bilo torej jasno, da so bili skupni cilji narodnoosvobodilnega gibanja vojaški - osvoboditev in politični - sprememba mednacionalnih odnosov ter sprememba oblasti. Osnovna organizacijska oblika oblasti, temelječe na širši ljudski osnovi, so bili NOO, ki so skrbeli za preskrbo civilnega prebivalstva in vojske. Narodnoosvobodilni odbori naj bi bili nadstrankarski, čeprav je v njih imela dejanski nadzor partija. O Jugoslaviji kot federativni državi so se v jugoslovanskem vodstvu začeli pogovarjati šele na drugem zasedanju Avnoja. Tudi glede mednacionalnih odnosov je II. zasedanje AVNOJ-a pustilo marsikaj odprto, čeprav so dopuščali možnost nastanka enakopravnih mednacionalnih odnosov.
Za Slovence, pa tudi za Hrvate je bil pomemben sklep, sprejet na II. zasedanju Avnoja, s katerim so potrdili odločitev vodstev Slovenije in Hrvaške o priključitvi ozemelj, ki so po prvi svetovni vojni postala italijanska.

## Partizansko zdravstvo, šolstvo in kultura
Vojna je vplivala na življenje vseh Slovencev. Civilno prebivalstvo je ob okupatorjevemu nasilju trpelo veliko pomanjkanje, tegobe in žrtve, ki jih je prinašala vojna. Motena je bila oskrba, uvedene so bile karte za hrano itn.
Težave s preskrbo so bile še večje na osvobojenem ozemlju in v partizanski vojski. Oskrba partizanov je bila odvisna od pomoči civilnega prebivalstva, ki pa dostikrat ni imelo dovolj niti za lastne potrebe. Zato so partizani poleg prostovoljnem odkupa hrane izvajali številne nasilne zaplembe.
Slabe razmere in vsesplošno pomanjkanje se je zelo čutilo tudi v zdravstvu. Kljub pomanjkanju medicinskih instrumentov in zdravil so nastale številne partizanske bolnišnice, skrite okupatorjevim očem v globokih grapah in težko dostopnih soteskah. Terenski odbori OF so ves čas skrbeli za zbiranje zdravstvenih potrebščin ter tako zdravnikom v partizanskih enotah in v bolnišnicah omogočali nemoteno delo. Sama skrb za ranjence je bila v partizanih izredno pomembna. Zavest, da ti bodo tovariši za vsako ceno pomagali in te odpeljali v bolnišnico, je bila eden od pomembnih vzrokov za izreden uspeh partizanskega gibanja.
V začetku leta 1945 je bilo na slovenskem ozemlju že prek 280 partizanski bolnišnic. Večina jih je bila skrivnih — konspirativnih. V njih se je bilo zdravilo 11.321 ranjencev. Sovražniku je uspelo odkriti okoli 80 bolnišnic ter v njih pobiti nekaj manj kot odstotek ranjencev.
Na osvobojenih ozemljih je življenje teklo naprej. Spomladi 1942 so nastale prve partizanske šole, v katerih so se otroci učili branja, pisanja in računanja. Zaradi vojne je primanjkovalo zvezkov, svinčnikov, kred, učbenikov. Med sovražnimi vdori učenci niso hodili v šole. Po kapitulaciji Italije se je število šol zelo povečalo, nastali so učni načrti, začeli so organizirati posvete za učitelje, imeli so roditeljske sestanke. V šolskem letu 1943/44 je delovalo več kot 430 šol s 745 učitelji in okoli 30.000 učenci.
V odporu proti okupatorju je imela pomembno vlogo kultura. Po ukazu OF je na Slovenskem od januarja 1942 naprej kot ena od oblik odpora nastal kulturni molk, s katerim je OF Slovencem prepovedala obiske okupatorjevih kulturnih prireditev ali sodelovanje na njih.

Zelo pa se je razvilo kulturno delovanje v partizanski vojski. Mnogi pomembni umetniki so kot neposredni udeleženci narodnoosvobodilnega boja v svojih delih prikazovali partizansko življenje. Med partizani so živeli Karel Destovnik - Kajuh, Matej Bor, Ciril Kosmač, Božidar Jakac, Bojan Adamič, Dore Klemenčič - Maj itn. Tako je postala kultura sestavni del upora in kot taka pomagala iskati pot iz obupa, dajala je pogum ...
 Lepo je, veš, mama, lepo je živeti.
 Toda, za kar sem umrl, bi hotel še enkrat umreti!— Karel Destovnik - Kajuh
Postopoma so začele delovati kulturne in znanstvene institucije OF in SNOS kot so Slovensko narodno gledališče, Znanstveni inštitut pri predsedstvu Snosa. Ker je vsakdanjik pomenil lakoto, pomanjkanje, trpljenje in smrt, so kulturne prireditve, ki so prinašale trenutke sprostitve, postale zelo priljubljene. Zaradi propagande so partizani pogosto prirejali mitinge. Velikokrat so si popestrili življenje tudi s športom. Prirejali so tekme v nogometu, sami so poskrbeli za drese, poiskali kopačke itn.

## Povojno delovanje
Po koncu vojne se je iz organizacije oboroženega odpora spremenila v organizacijo množičnega političnega udejstvovanja. Njena naloga je bila udejanjati politiko KPS in oblastnih organov ter organiziranje povojne obnove.
Prvi kongres OF je potekal 15. in 16. julija 1945. Na njem je sprejela program, ki je določal njen odnos do države in gospodarstva. Določeno je bilo tudi, da je lahko član OF vsak državljan, ki je pristal na njen program in se ni pregrešil čez narodno čast. OF so organizirali po ozemeljskem in delovnem načelu in izvolili nov 135-članski Glavni Odbor z IO OF in sekretariatom.
Na kongresu Ljudske Fronte Jugoslavije v Beogradu med 5. in 7. avgustom 1945 je OF uradno postala njen sestavni del. V tem času se je k njej priključilo tudi več množičnih organizacij.
Na drugem kongresu OF med 26. in 28. aprilom 1948 v Ljubljani je vodstvo OF ostalo nespremenjeno, povečalo pa se je število članov. Po njem je OF poskušala mobilizirati članstvo za sodelovanje v prvi petletki in okrepiti delovanje organizacij na terenu.
Tretji kongres OF je bil organiziran ob deseti obletnici ustanovitve in je potekal med 26. in 28. aprilom 1951 v Ljubljani. Namenjen je bil krepitvi samoupravljanja in razvoju socialistične demokracije. V tem času je imela OF že 676.500 članov (70 % vseh volilnih upravičencev) in 3560 krajevnih organizacij.
Aprila 1953 se je OF preimenovala v Socialistično zvezo delovnega ljudstva in s tem prenehala obstajati.

## Vprašanje sodelovanja Sokolov
Ustanovni podpisnik v imenu Sokolov Josip Rus ni imel funkcije oz. legitimnosti, da nastopa v imenu sokolskega združenja, saj njegovo delovanje ni bilo podprto s strani sokolskih župnih starost, ki so edini imeli pravico podpisovati sokolske dokumente. Ustanovna člana Zoran Polič in Franjo Lubej, ki naj bi prav tako predstavljala Sokole pa sta bila iz te zveze izključena že 1939.. Šlo je le za posameznike iz sokolskega društva, ki so se odločili sodelovati v okviru OF.